# Stadsstadion Abovyan
Het Stadsstadion Abovyan is een voetbalstadion in de Armeense stad Abovyan. In het stadion speelden Kotaik Abovian en King Delux FC haar thuiswedstrijden, tegenwoordig wordt het stadion door het Armeense rugbyteam gebruikt.